# 5月22日
5月22日是公历一年中的第142天（闰年第143天），离全年结束还有223天。

## 大事记

### 19世紀以前
- 前334年：格拉尼庫斯河戰役：亚历山大大帝击败波斯帝国军队。
- 926年： 成德节度使李嗣源接受百官劝进，担任监国。是为唐明宗。[1]
- 1455年：英格兰第三代约克公爵的军队在第一次圣奥尔本斯战役抓获国王亨利六世，玫瑰战争爆发。
- 1762年：七年战争：瑞典和普魯士签订汉堡条约。

### 19世紀
- 1809年：奧地利帝國将领卡尔大公率领的军队在阿斯佩恩-埃斯林战役中战胜拿破仑率领的法国军队。
- 1813年：意大利作曲家焦阿基诺·罗西尼作曲的歌剧《阿爾及爾的義大利女郎》在威尼斯首演。
- 1840年：英国通过法令，停止向新南威尔士流放罪犯。
- 1844年：波斯商人巴孛向穆拉·海珊自称是卡齐姆·拉什提继承者，随后创办巴比教。
- 1872年：美国总统尤利西斯·辛普森·格兰特签署法令，大赦500名美利堅聯盟國的支持者
- 1882年：朝鮮王朝与美国签订不平等条约《朝美修好条约》。
- 1900年：美國聯合通訊社於紐約市成立，當時為一家非營利性的新聞合作社。

### 20世紀
- 1906年：朝鮮高宗的嚴妃創建的明心女校（現在的淑明女子高中（朝鲜语：숙명여자고등학교））開學。
- 1907年：黄冈起义爆发。
- 1939年：纳粹德国与意大利王國签定鋼鐵條約，确定两国军事同盟与支援关系。
- 1942年：墨西哥参加第二次世界大战，对德国宣战。
- 1943年：斯大林解散共產國際。
- 1945年：大日本帝國頒布《戰時教育令》，導致日本教育法規全面停止直至日本投降。
- 1947年：美国总统哈里·杜鲁门签署法案，对希腊和土耳其政府提供军事物资支援，标志着杜鲁门主义的诞生。
- 1954年：大韩民国外長卞榮泰在日內瓦會議上，提出14項朝鲜半岛的統一方案。
- 1955年：駐南韓的美軍創立援助顧問委員會。
- 1960年：智利中部瓦尔迪维亚附近发生MW 9.4至9.6强烈地震，为人类历史上已知规模最大的地震。
- 1962年：美国大陆航空11号班机在飞行途中被一乘客炸毁，造成45人遇难，为涉及喷气式客机的首次炸弹袭击事件。
- 1967年：比利时布鲁塞尔發生嚴重火災，34人喪生。起火地點是市中心一間大型百貨公司，公司職員和顧客爭相走避，不少人跳樓逃生時跌死。當局出動數百個消防員，灌救十五個小時將火救熄，但是整座大廈已經焚毀。
- 1967年：埃及總統贾迈勒·阿卜杜-纳赛尔宣佈封閉亚喀巴湾，禁止任何懸掛以色列国旗的船隻通過。納薩這個決定導致以色列於十五日之後向埃及發動全面攻擊，爆發中東六日戰爭。
- 1972年：大英國協錫蘭自治領通過建立共和國的新憲法，國名更改為斯里蘭卡民主社會主義共和國。
- 1979年：為確保香港島半山區的斜坡穩定，香港政府決定暫時限制半山區指定範圍內興建樓宇，以便港府研究半山區土壤的穩定性，限制直至1981年年底結束。
- 1980年：日本南夢宮遊戲設計師岩谷徹製作的《吃豆人》在東京發行，為1980年代最流行的大型電玩。
- 1990年：也门民主人民共和国和也门阿拉伯共和国正式宣布两国统一，并成立也门共和国。
- 1990年：微软發布Windows 3.0作業系統。
- 1992年：上海证券交易所股价全部放开。
- 1995年：俄罗斯远东地区萨哈林岛北部强烈地震。
- 1997年：香港青嶼幹線通車。
- 1998年：印度尼西亚总统蘇哈托宣布辭職。

### 21世紀
- 2003年：瑞典高爾夫球選手安妮卡·索倫斯坦成為1945年來首位參與PGA巡迴賽的女性運動員。
- 2010年：印度快運航空812號班機空難，共計159人罹難。
- 2012年：美国太空探索技术公司研发的龙飞船在佛罗里达州卡纳维拉尔角空军基地由獵鷹9號運載火箭搭载升空，将前往国际空间站。
- 2014年：中國新疆烏魯木齊发生恐怖袭击案。兩輛汽車衝向烏魯木齊文化宮附近早市，恐怖分子由車內投擲爆炸品，其中一輛車在早市內引爆了炸弹，導致31死逾90傷。
- 2014年：泰國皇家陸軍總司令巴育·占奥差在長達六個月的政治危機後發動針對看守政府的政變。
- 2020年：一架從巴基斯坦拉合爾阿拉馬·伊克巴勒國際機場飛往喀拉蚩的巴基斯坦國際航空班機在真納國際機場墜毀，造成97人死亡。
- 2020年：第十三届全国人大三次會議今揭幕，將「香港國家安全法」草案擺上議程。根據草案全文內容，香港特區建立健全維護國家安全的機構和執行機制，並且明確表示「中央人民政府維護國家安全的有關機關」，可以根據需要在香港設立機構，並且「依法履行」維護國家安全職責。恒指開市下挫，收市跌1,349 點或5.56%，是2015年7月8日以來最大單日百分比跌幅。而路透社引述多名財金界人士說，部分客戶已經著手安排大批資金撤走。[2]
- 2021年：中國甘肅省發生黃河石林百公里越野賽事故，造成21死8傷，為中國史上最嚴重的戶外運動事故。
- 2022年：香港著名YouTuber小薯茄中的程仁富、阿J、朱Mic和肥蚊組成了——FINALLY!

## 出生
- 1801年：蘇菲，瑞典公主（1865年逝世）
- 1813年：，德國作曲家（1883年逝世）
- 1844年：玛丽·卡萨特，美國畫家、版畫家（1926年逝世）
- 1856年：弗朗索瓦·貢內西亞特，法國天文學家（1934年逝世）
- 1859年：阿瑟·柯南·道尔，英國偵探小說作家（1930年逝世）
- 1900年 : 李富春，中国政治人物(1975年逝世)
- 1905年：華頂博信，日本皇族、軍官、政治人物（1970年逝世）
- 1907年：，比利时漫畫家，代表作《丁丁歷險記》（1983年逝世）
- 1920年：湯馬士·戈爾德，奧地利天體物理學家（2004年逝世）
- 1924年：夏尔·阿兹纳武尔，亞美尼亞男歌手、演員（2018年逝世）
- 1926年：門迪·莫萊因，加拿大男子籃球運動員（2003年逝世）
- 1930年：哈維·米爾克，美國政治人物、LGBT權利運動人士（1978年逝世）
- 1933年：陈景润，中國数学家（1996年逝世）
- 1941年：江田五月，日本政治人物、律師（2021年逝世）
- 1942年：泰德·卡辛斯基，美國數學家、無政府主義者、國內恐怖主義者（2023年逝世）
- 1946年：，北爱尔兰足球选手（2005年逝世）
- 1946年：傑克·凱勒，美國男演員（2022年逝世）
- 1946年：迈克尔·格林，英國物理学家
- 1948年：石鏡泉，《香港經濟日報》創辦人之一
- 1948年：大衛·李維，加拿大天文學家，舒梅克－李維九號彗星的共同發現者之一
- 1949年：胡國雄，香港著名退役足球員（2015年逝世）
- 1951年：鄭則仕，香港电視、電影演員
- 1951年：高斗心，韓國女演員
- 1953年：保羅·馬連拿，英國足球運動員（2021年逝世）
- 1954年：中村修二，日本工程學家，2014年諾貝爾物理學獎得主
- 1955年：菲利普·迪布維格，美國經濟學家，2022年諾貝爾經濟學獎得主
- 1956年：王俊棠，香港演員
- 1957年：麗莎·穆爾科斯基，美國政治人物
- 1958年：梁帥榮，香港足球運動員、教練、評述員
- 1960年：庵野秀明，日本動畫導演
- 1964年：翁靜晶，香港女藝人、律师
- 1966年：王小帥，中國導演
- 1968年：肖战，中國乒乓球教练
- 1969年：麥可·凱利，美國男演員
- 1971年：寇乃馨，台灣演員
- 1972年：顏嘉樂，台灣演員
- 1973年：許淑華，臺灣政治人物
- 1974年：西恩·昆恩，美國男演員
- 1978年：謝穎穎，中國主持人
- 1979年：Maggie Q，香港女模特兒
- 1980年：彭政欣，台灣棒球選手
- 1980年：凌瀟肅，中國演員
- 1980年：田中麗奈，日本演員
- 1980年：夏娃·貝斯特，英國女演員、導演
- 1981年：李康宜，台灣演員
- 1981年：杜淳，中國演員
- 1981年：原史奈，日本演員、模特兒
- 1982年：阿波羅·大野，日裔美國男子短道速滑運動員
- 1983年：戴恩·伊格爾，美國政治人物
- 1984年：鄧洢玲，香港主持人
- 1984年：吳璟儁，前無綫新聞主播，香港政府政制及內地事務局政治助理
- 1985年：鄭柏林，香港童星，香港警務處警司
- 1985年：鄧穎芝，香港歌手
- 1985年：周秀娜，香港模特兒
- 1986年：嘉莉迪·恩格列斯，美國模特兒
- 1987年：江口拓也，日本男性聲優、歌手
- 1987年：諾瓦克·喬科維奇，塞爾維亞職業網球運動員
- 1988年：Eminleo，香港網絡紅人
- 1988年：蔡斯·巴丁格，美國男子沙灘排球運動員、前籃球運動員
- 1990年：林辰唏，台灣演員
- 1991年：Suho，韓國男子偶像團體EXO隊長
- 1992年：賴郁庭，台灣演員、模特兒
- 1994年:  高木美帆，日本速度滑冰运动员
- 1996年：埃莉諾·帕特森，澳大利亞女子田徑運動員
- 1997年：董慧 (演员)，中國女童星
- 1997年：勞里·馬爾卡寧，芬蘭職業籃球運動員
- 1999年：倉知玲鳳，日本女性聲優
- 1999年：豐昇龍智勝，蒙古國相撲力士，第74代橫綱
- 2000年：梁睿娜，韓國女子偶像團體APRIL成員
- 2006年：左航，中國男子偶像團體登陸少年組合成員*
- 生年不詳：菊池通武，日本男性聲優
- 生年不詳：日野麻里，日本女性聲優

## 逝世
- 192年：董卓，東漢末年武將、政治家（生年不詳）
- 337年：君士坦丁大帝，羅馬帝國皇帝（272年出生）
- 748年：元正天皇，日本第44代天皇（680年出生）
- 987年：路易五世，卡洛林王朝西法蘭克王國支系的末代國王（967年出生）
- 1068年：後冷泉天皇，日本第70代天皇（1025年出生）
- 1667年：教宗歷山七世，羅馬主教（1599年出生）
- 1873年：亞歷山達羅·孟佐尼，義大利詩人、小說家、哲學家（1785年出生）
- 1885年：维克多·雨果，法国作家，积极浪漫主义运动领袖（1802年出生）
- 1887年：奧諾雷·雅基諾，法國外科醫生、動物學家（1815年出生）
- 1901年：蓋塔諾·布雷西，義大利裔美國無政府主義者（1869年出生）
- 1910年：朱爾斯·勒納爾，法国作家（1910年出生）
- 1925年：約翰·弗倫奇，英国陆军元帅，第一代伊普爾伯爵（1852年出生）
- 1939年：恩斯特·托勒爾，德国剧作家（1893年出生）
- 1982年：傑夫德特·蘇奈，土耳其政治人物，第5任土耳其總統（1899年出生）
- 1991年：德里克·亨利·萊默，美國數學家（1905年出生）
- 1991年：钟期光，中国军事家（1909年出生）
- 1997年：默特爾·克萊爾·巴舍爾德，美國化學家（1908年出生）
- 2006年：谭友林，原中顧委委員，蘭州軍區原政委（1916年出生）
- 2006年：富田弘一郎，日本天文學家（1925年出生）
- 2006年：李鍾郁，世界衛生組織總幹事（1945年出生）
- 2007年：李澤添，香港著名勞工界領袖，香港工會聯合會前會長，人稱「添叔」（1934年出生）
- 2007年：黃家熙，香港消防員（1979年出生）
- 2009年：呂運計，韓國女演員（1940年出生）
- 2010年：馬丁·加德納，美國業餘數學大師、魔術師、懷疑論者（1914年出生）
- 2012年：胡秀英，香港植物學家（1908年出生）
- 2015年：丸山夏鈴，日本偶像、模特兒、歌手（1993年出生）
- 2020年：傑瑞·史隆，美國男子籃球教練（1942年出生）
- 2021年：吴孟超，中國肝膽腸胃科专家，被誉为“中国肝脏外科的开拓者和创始人”和“中国肝胆外科之父”（1922年出生）
- 2021年：袁隆平，中國杂交水稻育种专家，被譽為「雜交水稻之父」（1930年出生）
- 2021年：黃關軍，中國男子聽力障礙長跑運動員（1987年出生）
- 2021年：梁晶，中國男子馬拉松運動員，中國超馬紀錄保持者（1990年出生）
- 2022年：約翰·M·梅里曼，美國歷史學家（1946年出生）
- 2022年：卡納馬特·博塔舍夫，退役俄羅斯空軍少將（1959年出生）
- 2023年：鄭振瑤，中國女演員（1936年出生）
- 2024年：戴維·威爾基，英國男子游泳運動員（1954年出生）
- 2025年：王濤，中國政治人物（1931年出生）
- 2025年：阿爾弗雷多·帕拉西奧，厄瓜多政治人物，第44任厄瓜多總統（1939年出生）

## 节假日和习俗
- 世界哥德日
- 生物多样性国际日
- 比特幣披薩日
- 斯里蘭卡：共和國日
- 葉門：国庆日
- 美国：海事日
- 日本：騎車日